# Liste der Biografien/Ches
Liste der Biografien |
Portal Biografien |
Personensuche
# |
A |
B |
C |
D |
E |
F |
G |
H |
I |
J |
K |
L |
M |
N |
O |
P |
Q |
R |
S |
T |
U |
V |
W |
X |
Y |
Z |
?
 
Ca |
Cb |
Cc |
Ce |
Ch |
Ci |
Cj |
Ck |
Cl |
Cm |
Cn |
Co |
Cr |
Cs |
Ct |
Cu |
Cv |
Cw |
Cy |
Cz
 
Cha |
Chb |
Che |
Chh |
Chi |
Chk |
Chl |
Chm |
Chn |
Cho |
Chr |
Cht |
Chu |
Chv |
Chw |
Chy
 
Chea |
Cheb |
Chec |
Ched |
Chee |
Chef |
Cheg |
Cheh |
Chei |
Chej |
Chek |
Chel |
Chem |
Chen |
Cheo |
Chep |
Cheq |
Cher |
Ches |
Chet |
Cheu |
Chev |
Chew |
Chey |
Chez
Die Liste der Biografien führt alle Personen auf, die in der deutschsprachigen Wikipedia einen Artikel haben. Dieses ist eine Teilliste mit 92 Einträgen von Personen, deren Namen mit den Buchstaben „Ches“ beginnt.

## Ches

### Chesa
- Chesang, Doreen (* 1990), ugandische Langstreckenläuferin
- Chesang, Prisca (* 2003), ugandische Langstreckenläuferin
- Chesang, Reuben (* 1962), kenianischer Mittel- und Langstreckenläufer
- Chesang, Stella (* 1996), ugandische Langstreckenläuferin
- Chesani, Silvano (* 1988), italienischer Hochspringer
- Chesarek, Ferdinand J. (1914–1993), US-amerikanischer Offizier, General der US Army

### Chesb
- Chesbro, Jack (1874–1931), US-amerikanischer Baseballspieler
- Chesbrough, Henry (* 1956), amerikanischer Ökonom

### Chesc
- Cheșco, Natalia (1859–1941), rumänische Fürstin und Königin von SerbienNatalia Cheșco (1859–1941)

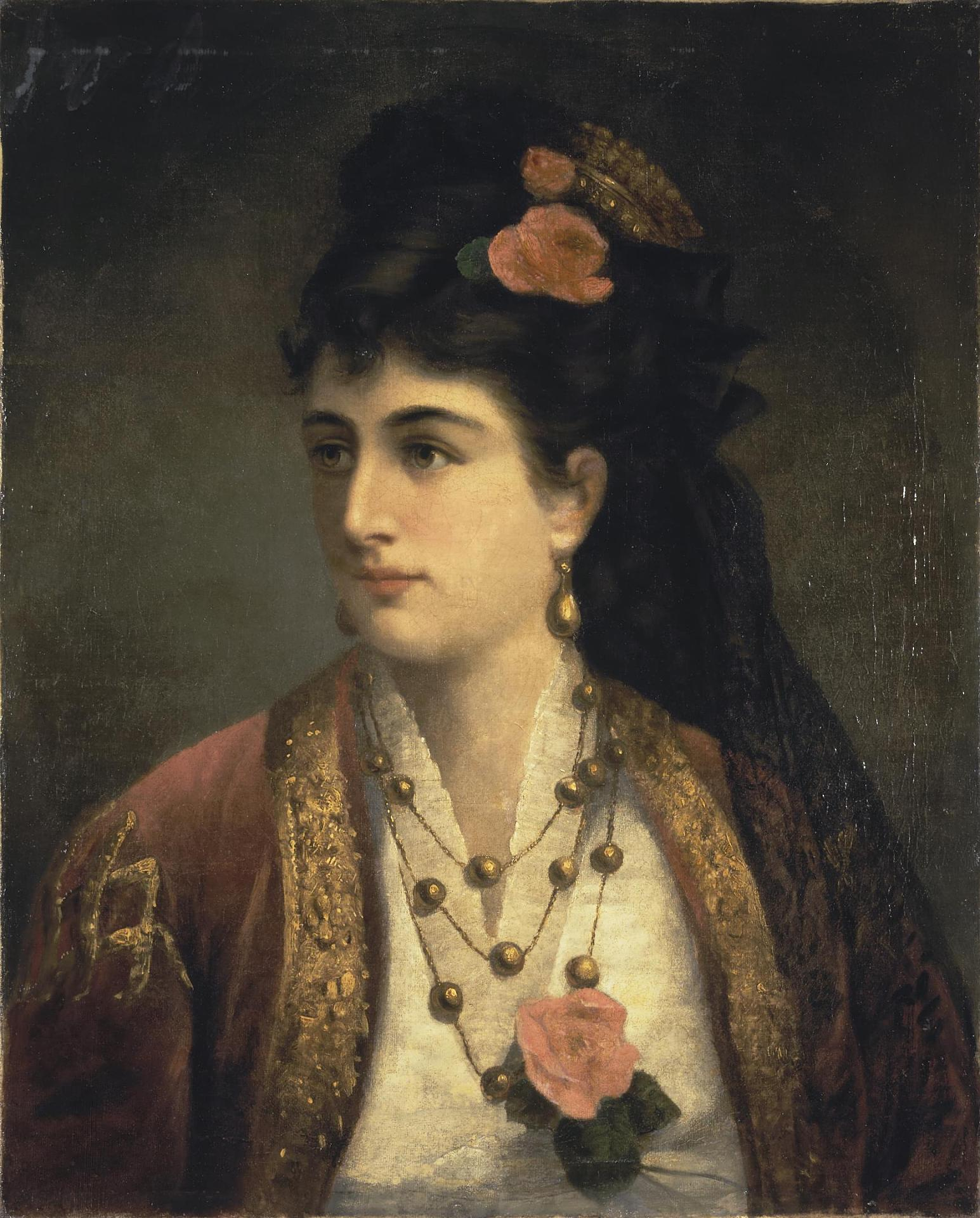
Natalia Cheșco (1859–1941)

### Chese
- Chéseaux, Jean-Philippe de (1718–1751), Schweizer Astronom
- Chesebe, Sylvia (* 1987), kenianische Mittelstreckenläuferin
- Chesebrough, Robert (1837–1933), englischer Chemiker und Erfinder
- Cheselden, William (1688–1752), englischer Chirurg, Urologe und Anatom
- Cheseret, William (* 1971), kenianischer Marathonläufer

### Chesh
- Chesham, Kevin (* 1987), Schweizer Jazzschlagzeuger
- Chesham, Tana (* 1990), kanadische Biathletin
- Cheshin, Mishael (1936–2015), israelischer Jurist
- Cheshire, John (* 1942), britischer Air Chief Marshal und Politiker
- Cheshire, Leonard (1917–1992), englischer Offizier, Pilot der Royal Air Force
- Cheshire, Rowan (* 1995), britische Freestyle-Skifahrerin
- Cheshmi, Rouzbeh (* 1993), iranischer Fußballspieler
- Cheshti, Mohammad Hashem († 1994), afghanischer Musiker und Komponist

### Chesi
- Chesi, Gert (* 1940), österreichischer Fotograf, Autor und Journalist
- Chesi, Pietro (1902–1944), italienischer Radrennfahrer
- Chesire, Jacob Kipkorir (* 1983), kenianischer Marathonläufer
- Chesire, Joseph (* 1957), kenianischer Mittelstreckenläufer
- Chesire, Rose Jepkemboi (* 1985), kenianische Marathonläuferin

### Chesk
- Cheskija, Sako (1922–2006), bulgarischer Filmregisseur und Drehbuchautor
- Chesky, Brian (* 1981), US-amerikanischer Unternehmer, Co-Gründer der Firma AirbnbBrian Chesky (* 1981)

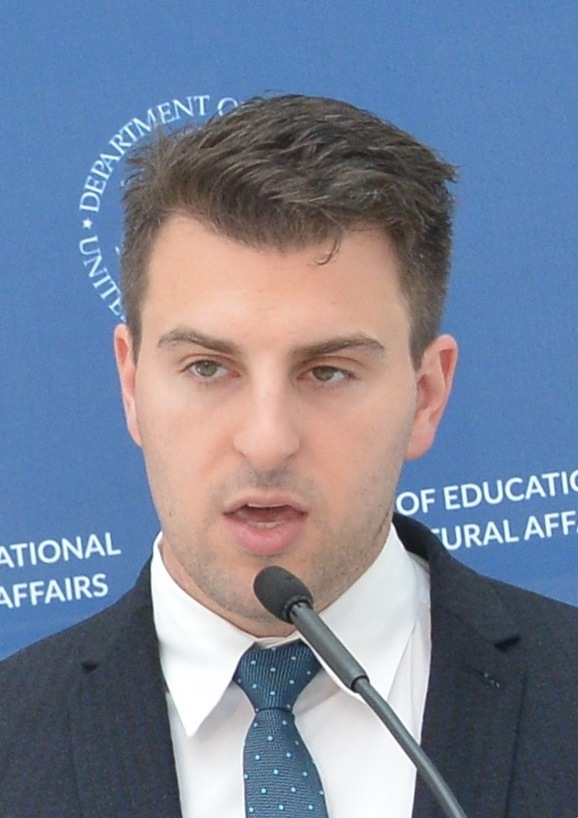
Brian Chesky (* 1981)

- Chesky, David (* 1956), US-amerikanischer Jazzpianist, Arrangeur und Produzent

### Chesl
- Chesler, Oliver (* 1970), US-amerikanischer Techno-Produzent und DJ
- Chesler, Phyllis (* 1940), US-amerikanische Schriftstellerin und feministische Psychologin

### Chesn
- Chesnais, Patrick (* 1947), französischer Schauspieler
- Chesneau, Ernest (1833–1890), französischer Kunsthistoriker und Kunstkritiker
- Chesneau, René (1919–2006), französischer Ringer
- Chesney, Alan (* 1949), neuseeländischer Hockeyspieler
- Chesney, Charles Cornwallis (1826–1876), britischer Offizier und Militärhistoriker
- Chesney, Chester A. (1916–1986), US-amerikanischer Politiker
- Chesney, Cummings C. (1863–1947), US-amerikanischer Elektroingenieur
- Chesney, Dennis K., US-amerikanischer Astronom und Asteroidenentdecker
- Chesney, Francis Rawdon (1789–1872), britischer Forscher
- Chesney, George Tomkyns (1813–1895), britischer General und Autor
- Chesney, James (1934–1980), katholischer Priester und mutmaßlicher Attentäter der IRA
- Chesney, Kenny (* 1968), US-amerikanischer Country-Sänger und SongwriterKenny Chesney (* 1968)

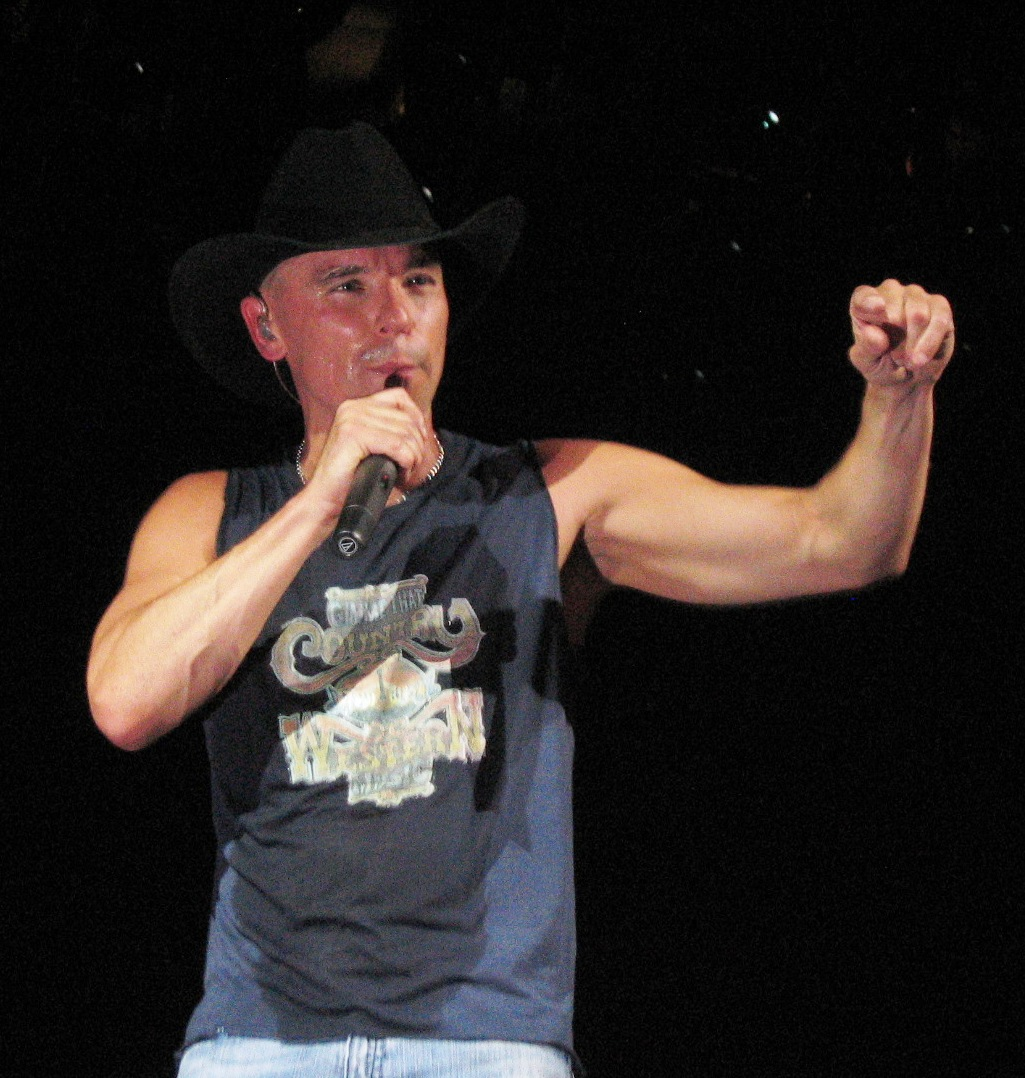
Kenny Chesney (* 1968)

- Chesney, Marc (* 1959), Schweizer Wirtschaftswissenschaftler
- Chesney, Marion (1936–2019), britische Schriftstellerin
- Chesney-Lind, Meda (* 1947), US-amerikanische Soziologin und Kriminologin
- Chesnut, James junior (1815–1885), General der Konföderierten Staaten im Amerikanischen Bürgerkrieg und Politiker
- Chesnut, Mary (1823–1886), US-amerikanische Autorin und Zeitzeugin des Amerikanischen Bürgerkrieges
- Chesnutt, Charles W. (1858–1932), US-amerikanischer Schriftsteller, Jurist und Bürgerrechtler
- ChesnuTT, Cody (* 1968), US-amerikanischer Soul-Sänger und Gitarrist
- Chesnutt, Mark (* 1963), US-amerikanischer Country-Sänger
- Chesnutt, Vic (1964–2009), US-amerikanischer Sänger und SongwriterVic Chesnutt (1964–2009)

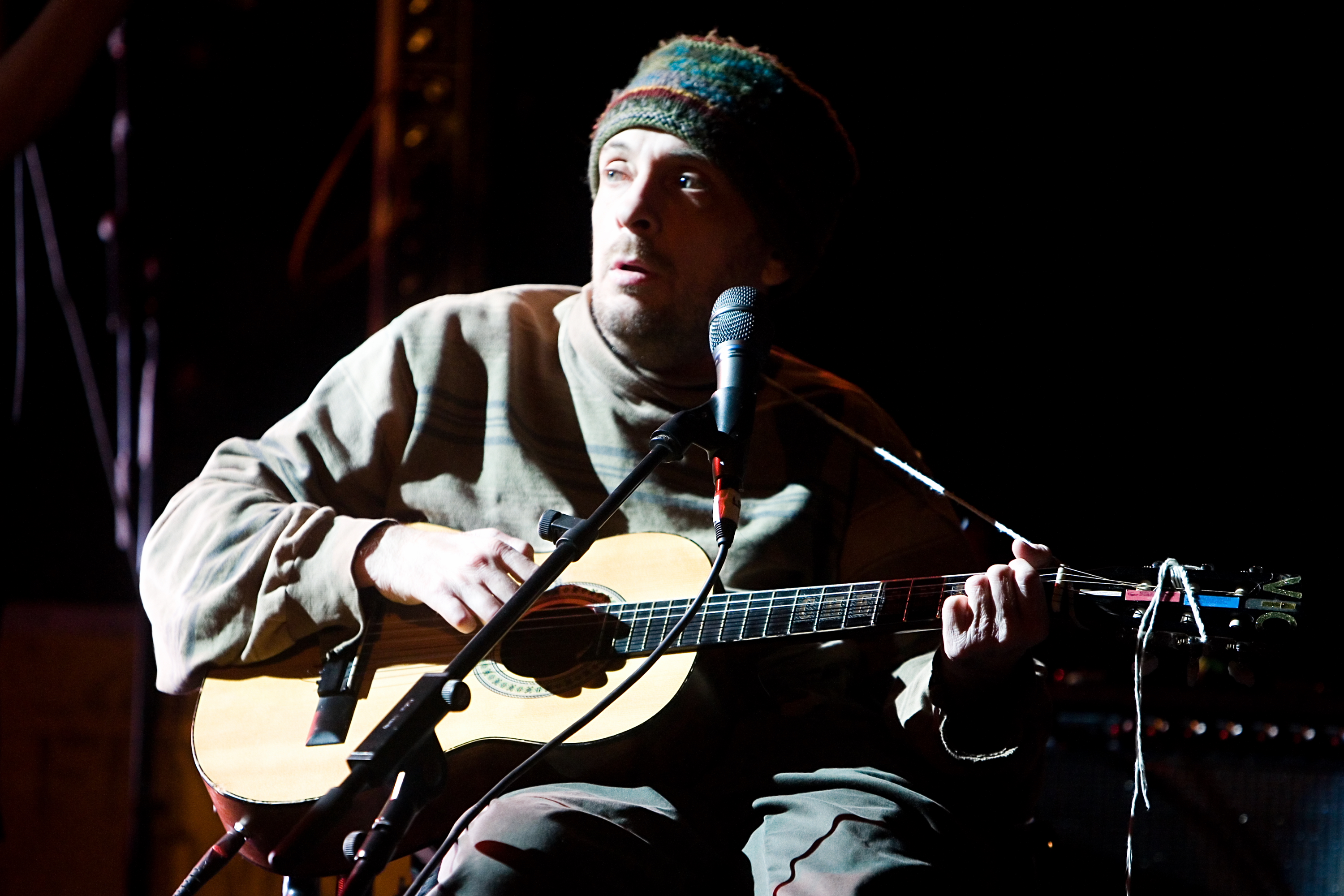
Vic Chesnutt (1964–2009)

### Chesp
- Chespol, Celliphine Chepteek (* 1999), kenianische Langstreckenläuferin

### Chess
- Chess, Leonard (1917–1969), polnisch-US-amerikanischer Unternehmer
- Chess, Phil (1921–2016), polnisch-US-amerikanischer Unternehmer
- Chessa, Dennis (* 1992), deutscher Fußballspieler
- Chessa, Gigi (1898–1935), italienischer Maler, Bühnenbildner und Architekt
- Chessé, Matt (* 1965), US-amerikanischer Filmeditor
- Chessell, Tom (1914–1992), australischer Ruderer
- Chesser, Robert Terry (* 1960), US-amerikanischer Ornithologe
- Chessex, Ami (1840–1917), Schweizer Unternehmer und Politiker
- Chessex, Antoine (* 1980), Schweizer Komponist, Klangkünstler und Saxofonist
- Chessex, Jacques (1934–2009), französischsprachiger Schweizer SchriftstellerJacques Chessex (1934–2009)

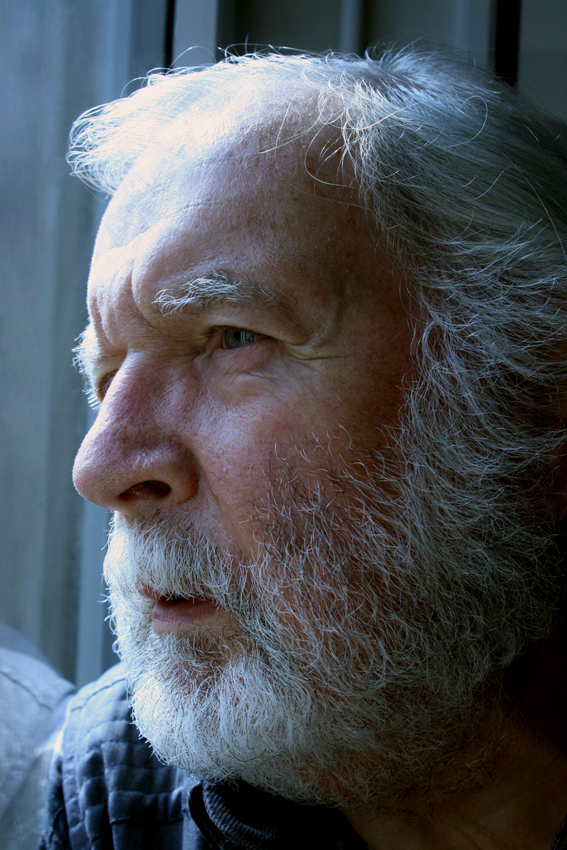
Jacques Chessex (1934–2009)

- Chessex, Luc (* 1936), Schweizer Fotograf
- Chessex, Robert (1904–1987), Schweizer Schriftsteller
- Chesshyre, Hubert (1940–2020), britischer Genealoge und Heraldiker
- Chessin, Boris Aronowitsch (* 1964), russisch-kanadischer Mathematiker
- Chessman, Caryl (1921–1960), US-amerikanischer Straftäter
- Chesson, Henry (1862–1948), australischer Politiker, Abgeordneter
- Chessun, Christopher (* 1956), britischer anglikanischer Bischof, Mitglied des House of Lords

### Chest
- Chester, Bob (1908–1975), US-amerikanischer Tenorsaxophonist und Bandleader
- Chester, Chris (* 1983), US-amerikanischer American-Football-Spieler
- Chester, Colby (* 1941), US-amerikanischer Schauspieler
- Chester, Craig (* 1965), US-amerikanischer Schauspieler
- Chester, Elroy (1969–2013), US-amerikanischer Mörder
- Chester, George Randolph (1869–1924), US-amerikanischer Schriftsteller, Drehbuchautor, Filmregisseur und -produzent
- Chester, Ilan (* 1952), venezolanischer Musiker und Sänger
- Chester, James (* 1989), walisisch-englischer Fußballspieler
- Chester, Matilda of, Countess of Huntingdon (1171–1233), anglonormannische Adlige
- Chester, Norman (1907–1986), britischer Politik- und Verwaltungswissenschaftler
- Chesterman, Andrew, englisch-finnischer Sprach- und Übersetzungswissenschaftler
- Chesters, Alan (* 1937), britischer Theologe; Bischof von Blackburn
- Chesterton, Frank, englischer Badmintonspieler
- Chesterton, G. K. (1874–1936), englischer SchriftstellerG. K. Chesterton (1874–1936)

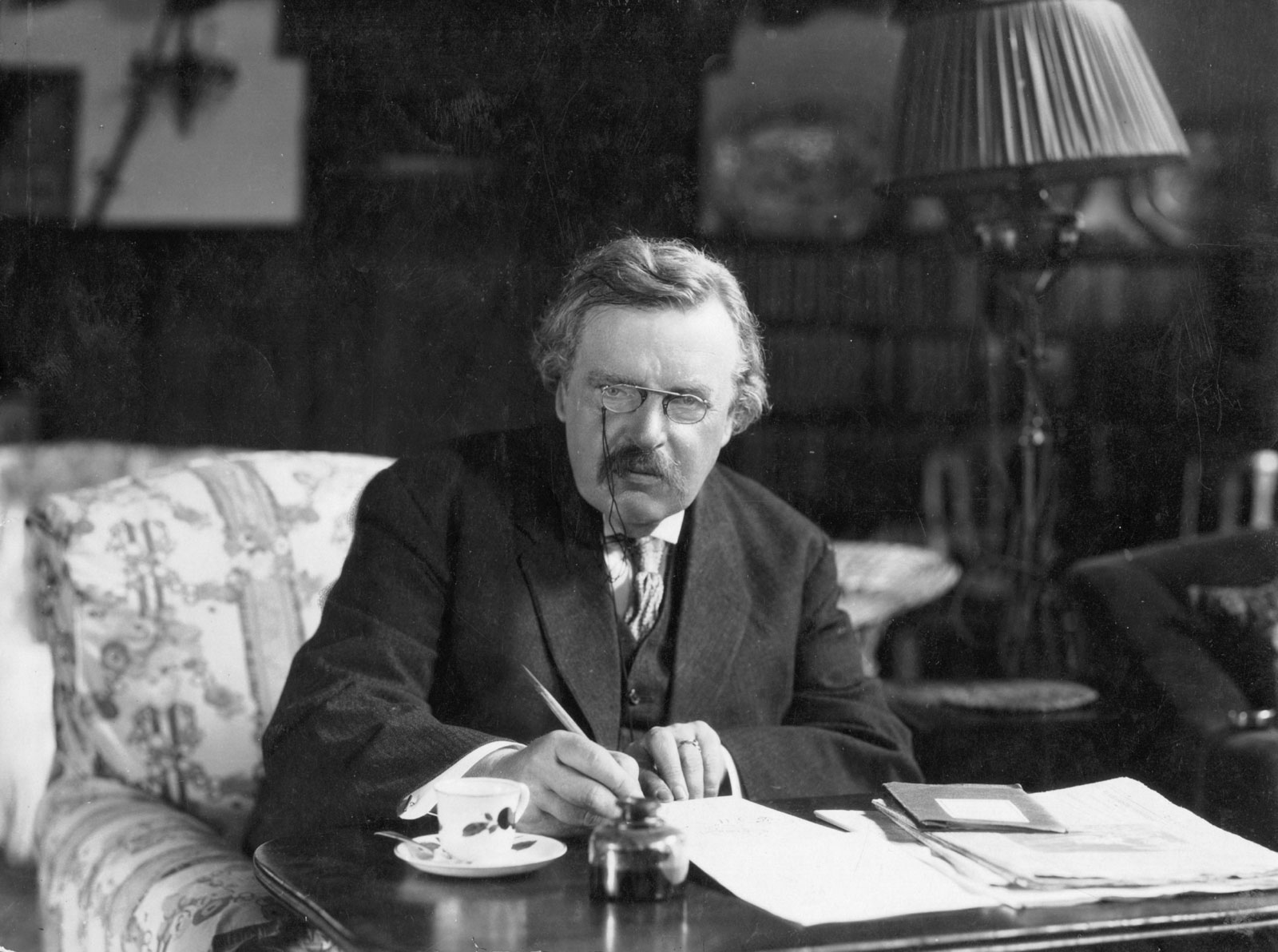
G. K. Chesterton (1874–1936)

- Chestnut, Ashlei Sharpe (* 1992), US-amerikanische Schauspielerin
- Chestnut, Cyrus (* 1963), US-amerikanischer Jazz- und Gospel- und klassischer Pianist
- Chestnut, Joey (* 1983), amerikanischer Wettkampfesser
- Chestnut, Morris (* 1969), US-amerikanischer Schauspieler
- Chestnutt, Rebecca (* 1958), US-amerikanische Architektin und Hochschulprofessorin

### Chesw
- Cheswick, William R., US-amerikanischer Internet-Sicherheitsexperte
- Chesworth, Andrew (* 1985), US-amerikanischer Animator und Regisseur